# CPU-Z
CPU-Z – darmowa aplikacja dla systemów Microsoft Windows i Android, która identyfikuje procesor, pamięć RAM, chipset płyty głównej (oraz inne właściwości sprzętu komputerowego) zainstalowane w komputerze. Zebrane informacje przedstawia w pojedynczym oknie. CPU-Z dostarcza więcej informacji o procesorze i pamięci niż sam system, dlatego jest pomocny, kiedy zachodzi potrzeba identyfikacji szczegółów komponentów komputera bez otwierania jego obudowy. Program potrafi czytać dane SPD (Serial Presence Detect) wprost z modułów pamięci RAM. Jest narzędziem wykorzystywanym przez osoby przetaktowywujące do badania częstotliwości taktowania procesora, a zrzuty ekranu z CPU-Z są często traktowane jako potwierdzenie udanego przetaktowywania.
Program składa się z jednego pliku wykonywalnego i nie dokonuje żadnych modyfikacji w systemie.